# John Ball (prete)
John Ball (St. Albans, 1338 – 15 luglio 1381) è stato un presbitero inglese.

## Biografia
John Ball nacque a St. Albans, divenendo prete nella chiesa di St James a Colchester; a causa dei suoi sermoni che mettevano in discussione il sistema feudale del tempo venne rimosso dall'incarico nel 1366. Ball incominciò a predicare in varie chiese locali: mentre predicava nel Norfolk, il vescovo di Norwich ordinò il suo imprigionamento. Dopo essere stato però rilasciato, andò nelle contee dell'Essex e del Kent. Quando l'arcivescovo di Canterbury Simon Sudbury venne a conoscenza del fatto, ordinò che a Ball non fosse più permesso di predicare in chiesa. Il predicatore allora cominciò a pronunciare le sue orazioni sui prati al centro dei villaggi; l'arcivescovo di Canterbury ordinò quindi che chiunque fosse trovato ad ascoltare i suoi sermoni fosse punito. A causa dell'inefficacia di questo provvedimento John Ball fu incarcerato nella prigione di Maidstone.
John Ball aveva fatto scoppiare delle ribellioni fra i cittadini inglesi a causa dello schiavismo da parte dei nobili.
Il 7 giugno 1381 Ball fu liberato dalla prigione da alcuni ribelli comandati da Wat Tyler. Dopo il saccheggio del palazzo dell'Arcivescovo di Canterbury, i ribelli cominciarono la loro marcia su Londra. Ball era assieme a Tyler quando portò avanti i negoziati con Riccardo II a Mile End sette giorni dopo la liberazione del prete. Il giorno seguente Tyler fu ucciso da William Walworth ed i ribelli, in seguito alla concessione di uno statuto da parte del re, accettarono di abbandonare Londra. Un esercito, comandato da Thomas di Woodstock, fu mandato nell'Essex per reprimere i ribelli: Ball fu catturato a Coventry. Giudicato colpevole di alto tradimento, John Ball fu impiccato, sventrato e squartato il 15 luglio 1381.
Secondo Jean Froissart, John Ball era un pazzo che creò scompiglio nell'Inghilterra.